# 雷煥
雷煥（265年—334年），字孔章，西晋豫章郡南昌县人。
雷煥通晓天文，晋惠帝時受到司空張華的推荐，官至丰城县令。在丰城县发掘出名剑龍淵（龍泉）、太阿（泰阿）。将龍淵献给張華，太阿自己传给子孫。
干宝志怪小説《搜神記》里雷焕为张华献计捕获千年狐狸。